# Parlamentul Marii Britanii
Parlamentul Regatului Marii Britanii, (pe scurt Parlamentul Marii Britanii) conform originalului, Parliament of the Kingdom of Great Britain, a fost entitatea legislativă a Regatului Marii Britanii, funționând între 1 mai 1707 și 31 decembrie 1800.
Parlamentul Marii Britanii a fost creat ca urmare a actului de unire (în original, Acts of Union of 1707) politică al anului 1707, care a unit regatele Angliei și Scoției în Regatul Marii Britanii. Ca urmare a unirii politice, a rezultat un singur monarh (cel al Marii Britanii) și un singur parlament, Parlamentul Marii Britanii, rezultat din fuzionarea celor două parlamente, cel al Angliei și cel al Scoției.
Documentele de unire (The Acts of Union of 1707), care au creat Regatul Marii Britanii (în original, Kingdom of Great Britain), au avut și rolul de a dizolva simultan cele două parlamente anterioare, cel englez și cel scoțian, în favoarea creării unui singur parlament, Parlamentul Regatului Marii Britanii, care va funcționa pentru aproape un secol în orașul Westminster, în aceeași clădire, cea a Palatului Westminster (în original, Palace of Westminster), în care funcționase anterior Parlamentul Angliei, în apropierea orașului Londra.
Acest parlament a durat până la Actele Unirii din 1800 (în original, Acts of Union 1800), care vor urma a crea Regatul Unit al Marii Britanii și al Irlandei, prin unirea a două regate, Regatul Marii Britanii și Regatul Irlandei, respectiv crearea Parlamentul Regatului Marii Britanii și al Irlandei, rezultat din unirea Parlamentului Regatului Marii Britanii cu Parlamentul Regatului Irlandei, care va urma a intra în funcțiune la data de 1 ianuarie 1801.